# Суворовский (жилой комплекс)
Жилой комплекс «Суворовский» — жилой комплекс в Ростове-на-Дону. Расположен в административных границах Октябрьского района города. Строительство началось в 2012 году с возведения 25 домов 140-го военного городка по заказу Министерства обороны Российской Федерации. В 2013 году началось возведение жилой застройки из 77 домов, предназначенных для свободной продажи.
На начало 2018 года в жилом районе было построено 56 многоквартирных домов с жилой площадью 700 тыс. м², при этом число жителей района превысило 20 тысяч.

## Расположение района
Жилой комплекс «Суворовский» расположен на землях бывшего совхоза СКВО с северной окраины Ростова-на-Дону, между улицами Вавилова и Сосновая, на участке площадью 604 гектара К району ведут два подъездных пути: по улице Вавилова и по Торговому проспекту с трассы Ростов-на-Дону — Новошахтинск.

## Улицы, бульвары и переулки
- ул. Уланская
- ул. Драгунская
- б-р. Измайловский
- ул. Дмитрия Петрова
- ул. Сосновая
- ул. Вавилова
- пер. Андреева
- ул. Платона Кляты (в честь Платона Федосеевича Кляты)
- ул. Петренко (в честь Петренко Ивана Прокофьевича)
- пер. Белоусова (в честь Белоусова Михаила Прокофьевича)
- ул. Висаитова (в честь Висаитова Мавлида Алероевича)

- ул. Александра Печерского (в честь Александра Ароновича Печерского)

- пер. Амет-Хана Султана (в честь Амет-Хана Султана)
- ул. Юрия Дубинина ( в честь Юрий Дубинина)

## Инфраструктура района

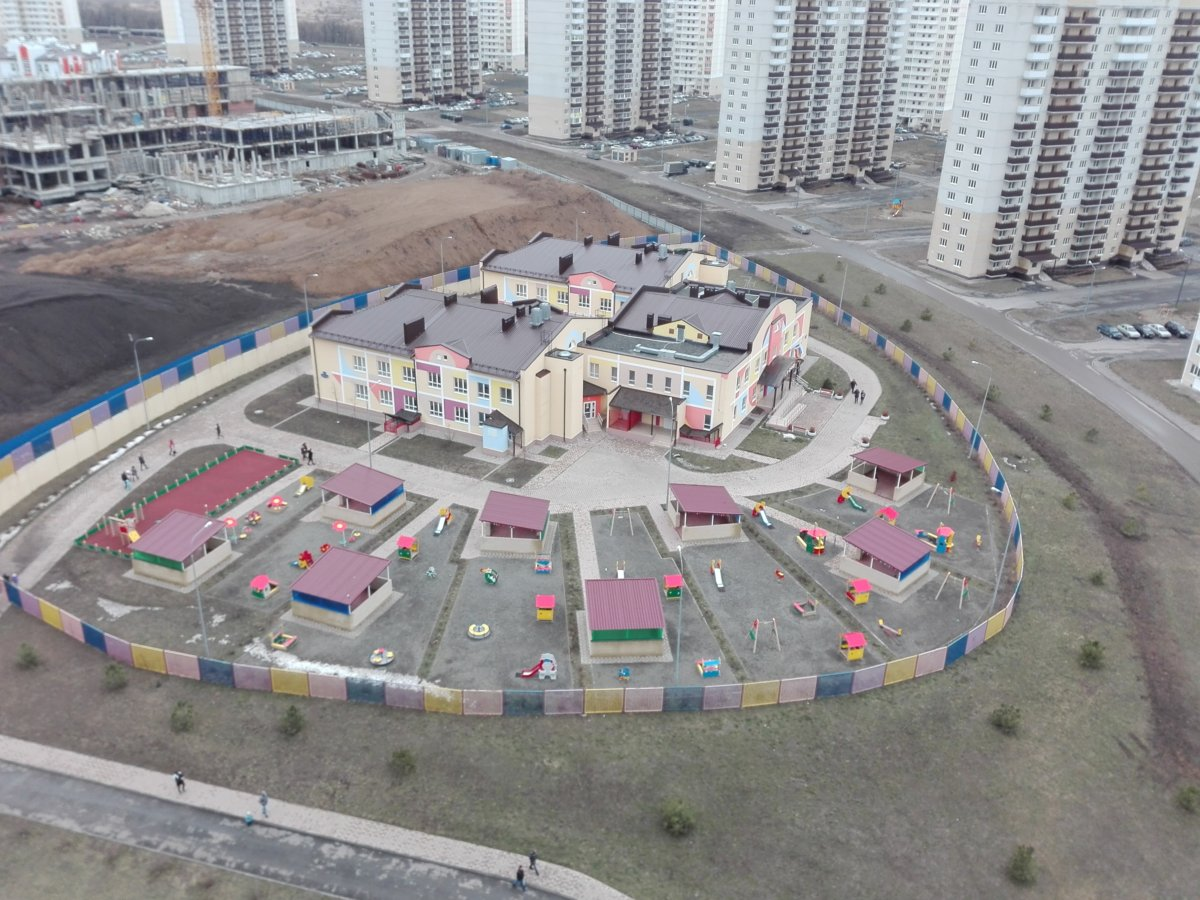
Детский сад № 37

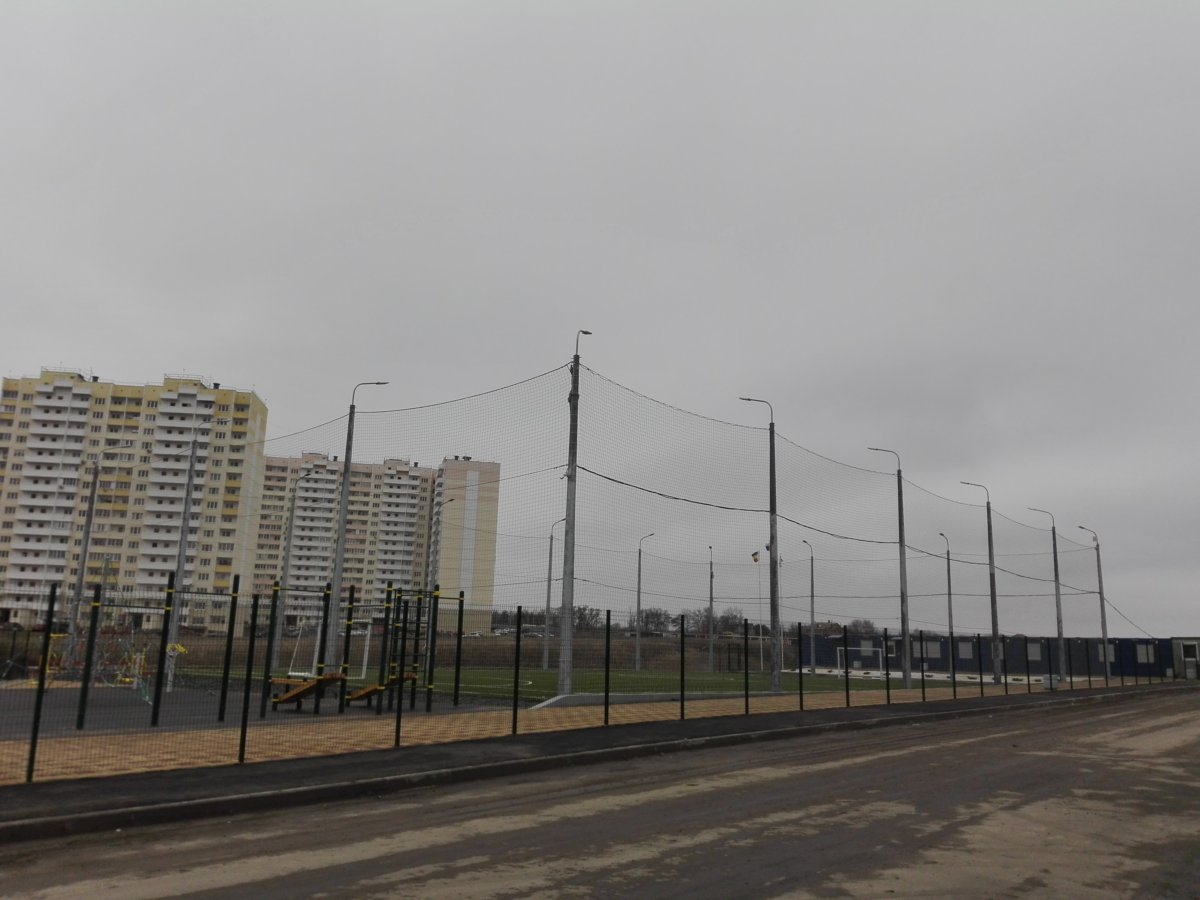
Спорткомплекс «Суворов»

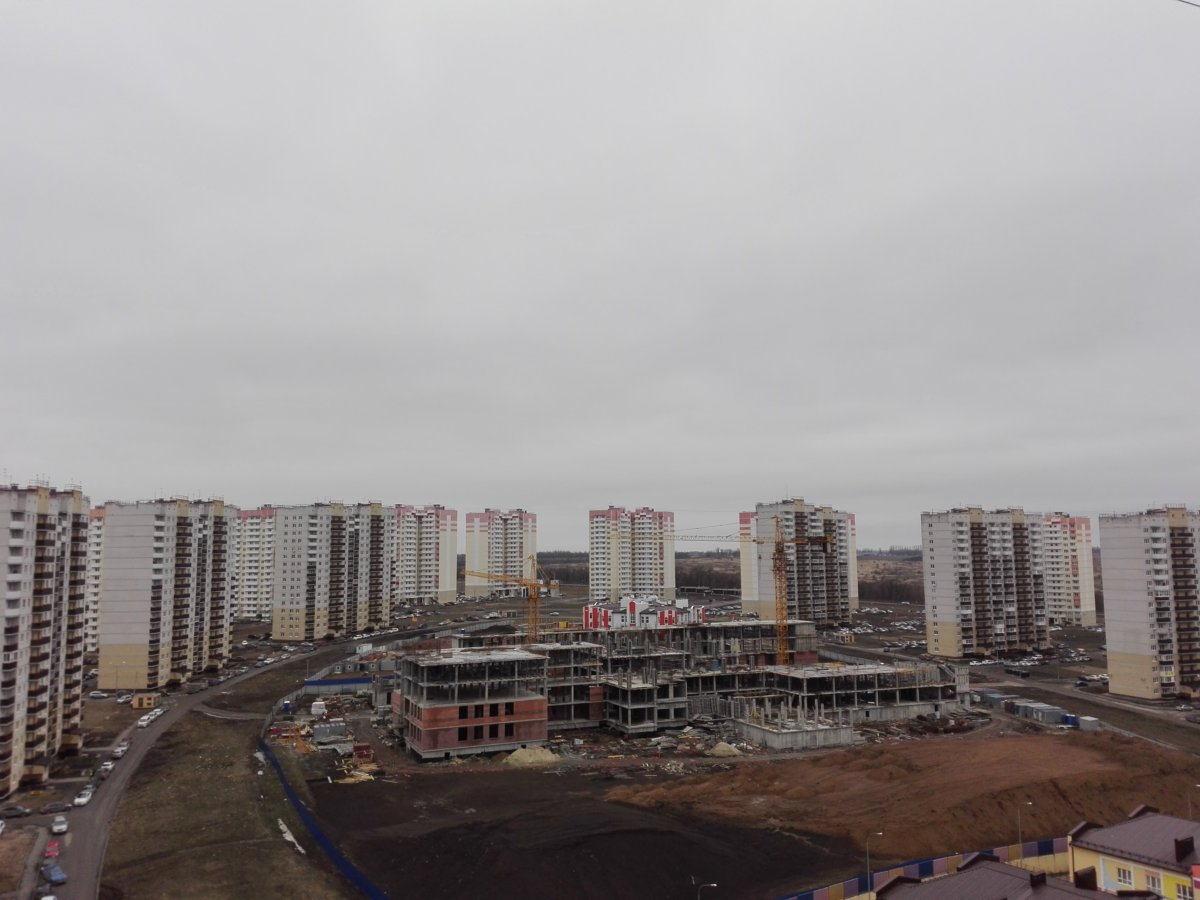
Стройка школы и детского сада

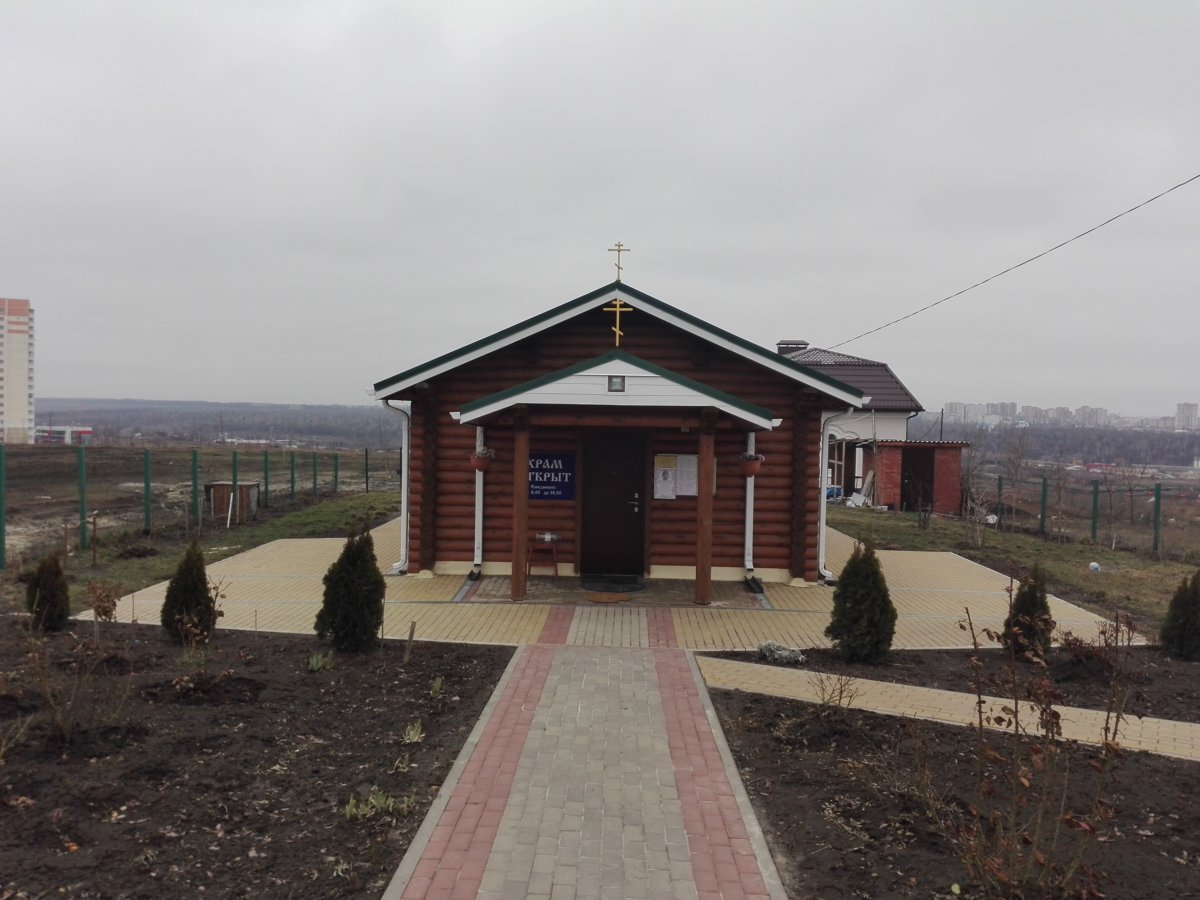
Храм святых Бориса и Глеба

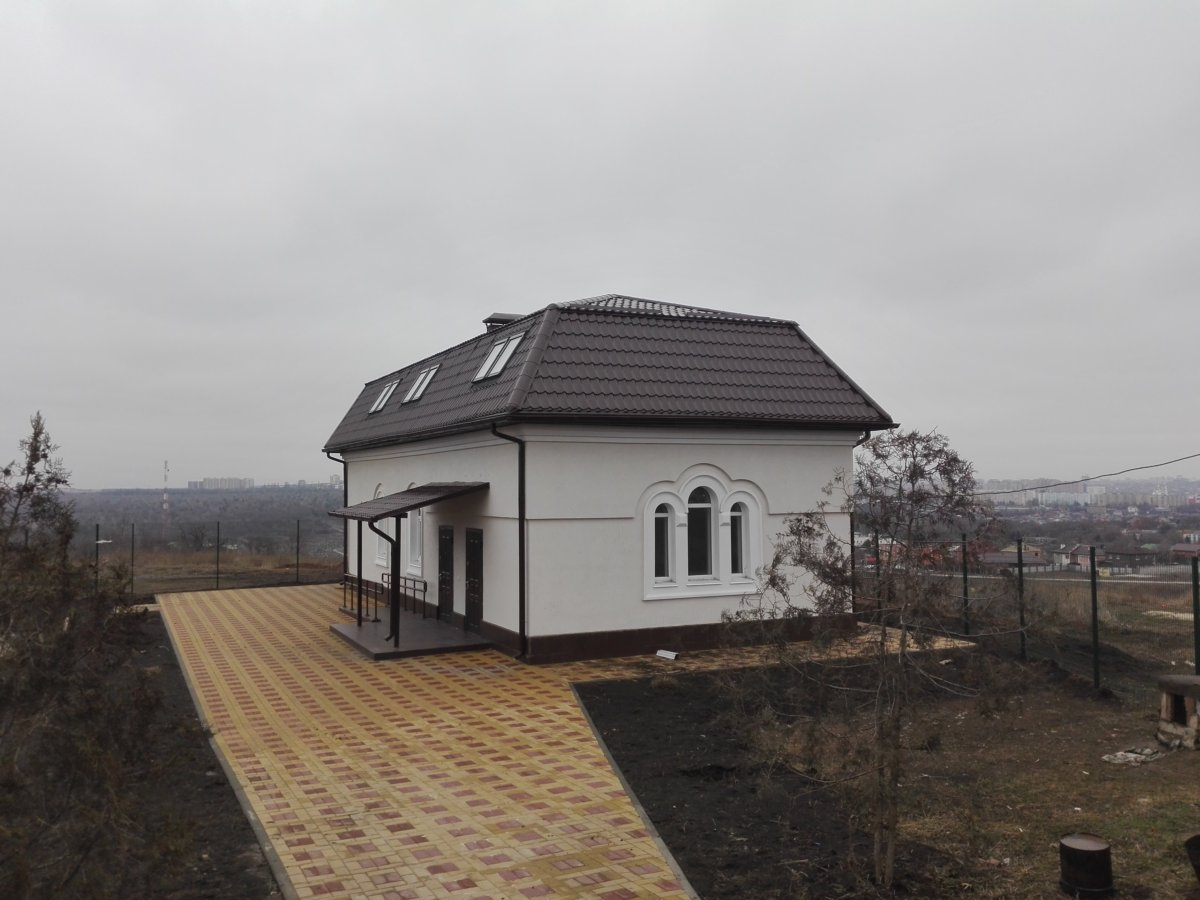
Воскресная школа при храме святых Бориса и Глеба

В рамках строительства жилого комплекса сооружены (или находятся в процессе создания) следующие объекты городской инфраструктуры:
- Запущены три муниципальных детских сада[4].
- Построена школа № 75 на 1340 учащихся[5].
- Построена поликлиника № 41 на 100 посещений в день[6].
- Работает храм Ватопедской иконы Божией Матери «Отрада» или «Утешение»[7] (открылся весной 2016) и Храм Святых благоверных страстотерпцев Бориса и Глеба[8] (открылся в 2015 году).
- Работает отделение почты[9].
- Работает МФЦ.

В 2018 году было введено в строй районное пожарное депо.
В 2015 году сдан и начал работу торгово-офисный комплекс «Уланский», где действует магазин «Пятёрочка», офис банка «Кубань Кредит», аптека, многофункциональный центр и др. В августе 2017 года открыт торговый центр «Суворовский» площадью 10000 м² на ул. Вавилова с якорным арендатором «Магнит». В 2016 году начал свою работу рынок «Атаман». Сдан водовод мощностью 24,4 тыс. м³ в сутки; насосная станция водоснабжения с двумя резервуарами чистой воды, каждый объёмом 2,5 тыс. м³ в сутки; котельная мощностью 60 Гкал/час; электролиния — 10 МВт и очистные сооружения — 10 тыс. м³.
1 октября 2017 года начал свою работу спортивный комплекс «Суворов» площадью 0,5 гектара. В комплексе имеются мини-футбольное поле, скейт-парк, площадка для воркаута, мини-спортзал площадью 70 м² с раздевалкой и душевыми кабинами.

## Благоустройство
За время создания «Суворовского» посажено около четырёх тысяч деревьев, преимущественно клёнов, каштанов и тополей. Основные высадки проходили в процессе проведения Дней древонасаждения в 2015-м, 2016-м, 2017-м и 2018-м годах. Территория массового древонасаждения в парке 70-летия Победы в Великой Отечественной войне обеспечена системой летнего полива.
В районе проложены велопешеходные дорожки. Ведётся общее благоустройство и озеленение территории, расчищаются местные родники в балке Чадр, оборудуются террасы.

## Транспорт
Жилой район «Суворовский» обслуживается семью транспортными маршрутами: № 1, № 1A, №10, № 18, №18А, № 27, № 43 и № 81. Данные маршруты обеспечивают связь с рядом районов Ростова-на-Дону: центра, ЗЖМ, Сельмаша, СТЦ «Мега» и Стройгородка. Все маршруты района (кроме маршрута № 10) обслуживаются единой компанией-перевозчиком ООО «Автоколонна № 1559». Маршрут № 10 представлен одним автобусом большой вместимости и обслуживается МТК, филиал РМПАТП-6.
Фактическая монополизация транспортной системы перевозчиком ООО «Автоколонна № 1559» приводит к необходимости регулярного общественного и государственного контроля над качеством предоставляемых предприятием услуг. В связи с этим Департамент транспорта города Ростова-на-Дону оштрафовал данного перевозчика из-за несбалансированного графика движения, неудовлетворительного технического и санитарного состояния подвижного состава.

## Районные некоммерческие проекты
19 ноября 2014 года энтузиастами была запущена первая в Ростове-на-Дону открытая система публичного online-отслеживания муниципального транспорта, обслуживающего ЖК «Суворовский». На начало 2018 года система отслеживания отображает ряд маршрутов: № 1, №1A, № 10, № 18, №18А, № 27 ,№ 43 и № 81.
Также в жилом комплексе на общественных началах существует открытая online-метеостанция и online-камера.

## Социальные программы
Часть квартир в районе «Суворовский» реализуется в рамках государственных и региональных социальных программ, в первую очередь, по обеспечению жильём детей-сирот. Общее число детей-сирот, получивших квартиры в домах «Суворовского» по итогам 2017 года, составляет 154 человека.

## Археологические исследования
В апреле 2015 года на территории жилого района «Суворовский» ГАУК РО «Донское наследие» были организованы охранно-спасательные археологические исследования. Работы проводились перед непосредственной застройкой участка жилыми домами, в границах котлована Литера № 19.
В результате работ был изучен так называемый "Курганный могильник «Суворовский»". Точная датировка оказалась затруднена, но специалисты отнесли найденные останки и артефакты к XIII веку (период Классического Средневековья).
В кургане были найдены цепочки из белого окислившегося металла, украшения из кости, обломок железного стремени и фрагмент сабельного клинка, кольцевидные удила, бронзовое зеркало и пуговицы, наконечник стрелы и костяная трубочка.